# Polypodium cambricum
Polypodium cambricum L. è una pianta vascolare della famiglia delle Polypodiaceae.

## Etimologia
Il nome del genere deriva dal greco polys (molti), e podòs (piede), perché ogni foglia sembra indipendentemente ancorata al suolo; cambricum da Cambria forma latina del gallese Cymru cioè il Galles: gallese.

## Descrizione
Pianta perenne; presenta fronde lunghe fino a 80 cm con lamina da triangolare a ovata. Pinne più spesso indivise, strette, attenuate all'apice e acute. Sori ellittici, con parafisi, rotondeggianti disposti in due file a metà tra la nervatura centrale e i margini della pinna. Spore reniformi, con perisporio verrucoso.

## Habitat
Rupi ombrose, boschi e luoghi umidi fino ai 1000 m.

## Periodo di sporificazione
Dicembre - Maggio

## Distribuzione
Comune in tutta Italia.